# Phytolopsis punctata
Genre
Espèce
Synonymes
- Enhydris punctata (Gray, 1849)
- Eurostus heteraspis Bleeker, 1859
- Pythonopsis borneensis Peters, 1871
- Hypsirhina hageni Lidth de Jeude, 1890

Statut de conservation UICN

 DD  : Données insuffisantes
Phytolopsis punctata, unique représentant du genre Phytolopsis, est une espèce de serpents de la famille des Homalopsidae.

## Répartition
Cette espèce se rencontre  :
- au Brunei ;
- en Malaisie orientale au Sarawak ;
- en Indonésie à Sumatra, à Java, à Bangka, à Belitung et au Kalimantan.

## Publication originale
- Gray, 1849 : Catalogue of the specimens of snakes in the collection of the British Museum, London, p. 1-125 (texte intégral).